# Суперлогарифм
У математиці суперлогарифм (або тетралогарифм) є однією з двох зворотних функцій тетрації. Так само, як піднесення до степеня має дві протилежні функції — корінь і логарифм, тетрація також має дві протилежні функції — суперкорінь і суперлогарифм. Існують кілька способів інтерпретації суперлогарифму:
- як функцію Абеля експоненційної функції,
- як зворотню функцію піднесення до степеня відносно висоти,
- як кількість разів, що необхідно проітерувати логарифм, щоб отримати одиницю (повторний логарифм),
- як узагальнення системи класу великих чисел Роберта Мунафо[2]

Точне визначення суперлогарифма залежить від точного визначення нецілої тетрації (тобто {\displaystyle {^{y}x},\forall y\notin \mathbb {Z} }). Немає чіткого консенсусу щодо визначення нецілочисельної тетрації, а тому не існує чіткого консенсусу і суперлогарифму для чисел з області значень нецілих чисел.

## Визначення
Суперлогарифм {\displaystyle \mathrm {slog} _{b}(z)} неявно визначається як {\displaystyle \mathrm {slog} _{b}(b^{z})=\mathrm {slog} _{b}(z)+1} та {\displaystyle \mathrm {slog} _{b}(1)=0}.
Варто зазначити, що дане визначення може мати тільки цілочисловий результат, і прийматиме лише значення, які повертають цілі числа. Числа, які прийматиме дане визначення, мають вигляд {\displaystyle b,b^{b},b^{b^{b}}} і так далі. Існують кілька способів розширення області визначення суперлогарифму з даного рідкісного набору до дійсних чисел. Вони, як правило, містять третю вимогу на додачу до вищенаведених, яка змінюється від автора до автора. Такими способами є:
- лінійне наближення Рубстова і Ромеріо,
- квадратичне наближення Ендрю Роббінса,
- регулярна функція Абеля Джорджа Сзекерса,
- ітераційний функціональний підхід Пітера Вокера,
- природний матричний підхід Пітера Вокера, пізніше узагальнений Ендрю Роббінсом.

## Наближення
Як правило, спеціальні функції визначені не тільки для дійсних значень аргументів, а й на комплексній площині, диференціальному та / або інтегральному поданні, а також розкладання у збіжні й асимптотичні ряди. Та все ж, жодні з таких представлень не доступні для функції суперлогарифму. Попри це, було запропоновано деякі прості наближення.

### Лінійне наближення
Лінійне наближення до суперлогарифму
{\displaystyle \mathrm {slog} _{b}(z)\approx {\begin{cases}\mathrm {slog} _{b}(b^{z})-1&z\leq 0\\-1+z&0<z\leq 1\\\mathrm {slog} _{b}(\log _{b}(z))+1&1<z\\\end{cases}}}
є частково-визначеною функцією з лінійною «критичною частиною». Ця функція має властивість неперервності при {\displaystyle \forall z\in \mathbb {R} } (неперервність {\displaystyle C^{0}}). Першими авторами, які визнали таке наближення, були Рубстов і Ромеріо. З іншого боку, лінійне наближення до тетрації було відомо раніше, наприклад, Іоаннісу Галідакісу. Це природна протилежність лінійного наближення до тетрації.
Деякі автори, серед яких Холмс, визнають, що суперлогарифм широко використовуватиметься в наступній еволюції комп'ютерної арифметики з рухомою комою, але для цього функція не повинна бути нескінченно диференційовною. Таким чином, з метою подання великих чисел, підхід лінійного наближення забезпечує достатню неперервність ({\displaystyle C^{0}}), аби гарантувати можливість подання будь-якого дійсного числа як суперлогарифму.

### Квадратичне наближення
Квадратичне наближення до супер-логарифму
{\displaystyle \mathrm {slog} _{b}(z)\approx {\begin{cases}\mathrm {slog} _{b}(b^{z})-1&z\leq 0\\-1+{\frac {2\log(b)}{1+\log(b)}}z+{\frac {1-\log(b)}{1+\log(b)}}z^{2}&0<z\leq 1\\\mathrm {slog} _{b}(\log _{b}(z))+1&1<z\end{cases}}}
є частково-визначеною функцією з квадратичною «критичною частиною». Дана функція має властивості неперервності та диференційовності для {\displaystyle \forall z\in \mathbb {R} } (неперервність {\displaystyle C^{1}}). Першим автором, який опублікував таке наближення, був Ендрю Роббінс.
Така версія суперлогарифму дозволяє виконання основних операцій обчислення над ним, не вимагаючи великої кількості попередніх рішень. З використанням цього методу основне дослідження властивостей суперлогарифму та тетрації може бути виконано з невеликою кількістю обчислювальних накладних витрат.

## Підходи до функції Абеля
Функцією Абеля називається будь-яка функція, що задовольняє функціональному рівнянню Абеля {\displaystyle A_{f}(f(x))=A_{f}(x)+1}.
Інше рішення даної функції Абеля {\displaystyle A_{f}(x)} може бути отримане шляхом додавання будь-якої константи {\displaystyle A'_{f}(x)=A_{f}(x)+c}. Отже, з урахуванням того, що суперлогарифм визначається як {\displaystyle \mathrm {slog} _{b}(1)=0} і має третю особливу властивість, яка залежить від підходу, функція Абеля степеневої функції може бути однозначно визначеною.

## Властивості
Іншими рівняннями, яким задовольняє суперлогарифм, є:
- {\displaystyle \mathrm {slog} _{b}(z)=\mathrm {slog} _{b}(\log _{b}(z))+1}
- {\displaystyle \mathrm {slog} _{b}(z)>-2,\forall z\in {R}}

Ймовірно, перший приклад математичної задачі, рішення якої виражене в термінах суперлогарифмів, може бути таким: Розглянемо орієнтований граф з N вершин і такий, в якому орієнтований шлях із вершини i до вершини j існує тоді й тільки тоді, коли {\displaystyle i>j}. Якщо довжина всіх таких шляхів не перевищує k ребер, то найменша кількість ребер дорівнює:
- {\displaystyle \theta (N^{2}),k=1}
- {\displaystyle \theta (N\log N),k=2}
- {\displaystyle \theta (N\log \log N),k=3}
- {\displaystyle \theta (N\mathrm {slog} N),k\in [4;5]}
- Випадки при {\displaystyle k>5} вимагають супер-супер-логарифм, супер-супер-супер-логарифм і так далі[4].

## Суперлогарифм як зворотна тетрація

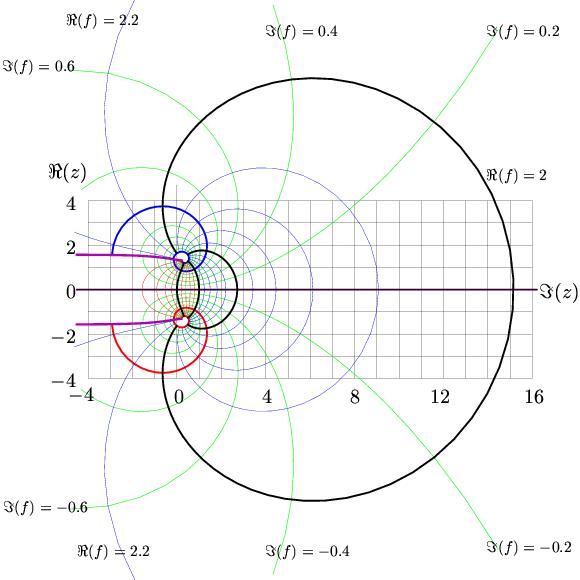
у комплексній площині z

Так як тетрація (або суперекспонента) {\displaystyle {\rm {sexp}}_{b}(z)} розглядається як аналітична функція принаймні для деяких значень b, то обернена функція {\displaystyle {\rm {slog}}_{b}={\rm {sexp}}_{b}^{-1}} також може бути аналітичною. Поведінку {\displaystyle {\rm {slog}}_{b}(z),} визначену таким чином, для випадку {\displaystyle b=e} зображено на зображенні на комплексній z-площині. Рівні цілих значень дійсних та уявних частин функції суперлогарифма зображено товстими лініями. Якщо існування й унікальність аналітичного продовження тетрації забезпечуються умовою її асимптотичного наближення до нерухомих точок {\displaystyle L\approx 0,318+1,337i} та {\displaystyle L^{*}\approx 0,318-1,337i} лінії {\displaystyle L=\ln(L)} у верхній і нижній частинах комплексної площини, то обернена функція також повинна бути унікальною. Така функція є дійсною на дійсній осі. Вона має дві точки розгалуження в {\displaystyle z=L} та {\displaystyle z=L^{*}}. Вона наближається до свого граничного значення —2 в околі від'ємної частини дійсної вісі (всі смуги між розрізами зображено рожевими лініями на малюнку), і повільно зростає вздовж додатного напрямку дійсної вісі. Якщо похідна на дійсній вісі додатна, то уявна частина суперлогарифма залишається додатною над дійсною віссю і від'ємною під нею.